# Kalāteh-ye Āqā Moḩammad
Kalāteh-ye Āqā Moḩammad (persiska: کلاته آقا محمّد) är en ort i Iran.   Den ligger i provinsen Khorasan, i den nordöstra delen av landet, 800 km öster om huvudstaden Teheran. Kalāteh-ye Āqā Moḩammad ligger 1 499 meter över havet och antalet invånare är 174.
Terrängen runt Kalāteh-ye Āqā Moḩammad är varierad.Runt Kalāteh-ye Āqā Moḩammad är det ganska glesbefolkat, med 34 invånare per kvadratkilometer. Närmaste större samhälle är Berdū, 3,9 km nordost om Kalāteh-ye Āqā Moḩammad. Omgivningarna runt Kalāteh-ye Āqā Moḩammad är i huvudsak ett öppet busklandskap.